# François Provost
François Provost, né en 1968 en France, est un dirigeant d'entreprise français. Il est nommé directeur général (DG) de Renault S.A.  et  Président de Renault s.a.s. à compter du 31 juillet 2025, succédant à Luca de Meo pour un mandat de quatre ans,,. Auparavant, il occupait le poste de directeur des achats, des partenariats et des affaires publiques du groupe et était membre de l'équipe de direction (Leadership Team) depuis le 1er février 2023. Discret et expérimenté, il est reconnu pour sa connaissance approfondie des marchés internationaux et son pragmatisme, bien qu'il ait parfois des relations tendues avec certains équipementiers automobiles.

## Biographie

### Formation
François Provost est diplômé de l'École polytechnique et de l'École des Mines de Paris, où il obtient le titre d'ingénieur en chef du Corps des mines. Ce parcours académique prestigieux lui confère une solide expertise en gestion des enjeux économiques et industriels.

### Carrière
François Provost commence sa carrière au sein du Ministère de l'Économie et des Finances, à la direction du Trésor, puis est nommé conseiller industriel du ministre de la Défense.
En 2002, il rejoint le Renault Group au sein de la direction commerciale, occupant successivement les postes de directeur de succursale et de directeur régional en France. En 2005, il devient directeur général de Renault-Nissan Portugal. De 2008 à 2010, il occupe le poste de directeur stratégie et plan de la direction commerciale. En 2010, il est nommé directeur général adjoint de Renault Russie, en charge des opérations.
En septembre 2011, il devient président-directeur général de Renault Samsung Motors en Corée du Sud,. En 2016, il est nommé directeur des opérations de Renault en Chine, puis, en 2017, il prend la responsabilité des opérations pour la région Asie-Pacifique, tout en conservant ses fonctions en Chine.
En octobre 2020, il est nommé directeur du développement international et des partenariats du Renault Group, chargé de réorganiser les opérations internationales et certains partenariats majeurs hors Europe. À partir de janvier 2022, il prend également en charge la direction des affaires publiques du groupe, contribuant au plan de transformation de Renault Group dévoilé lors du Capital Market Day en novembre 2022,. Le 2 janvier 2023, il est nommé directeur des achats de Renault Group et directeur général de l'Alliance Purchasing Organization (APO), succédant à Gianluca De Ficchy, tout en conservant ses responsabilités en matière de partenariats et d'affaires publiques,. Dans ce rôle, il supervise la maîtrise des coûts et la sécurisation des approvisionnements, bien que sa stratégie de négociation agressive ait suscité des tensions avec des équipementiers comme Valeo, Forvia ou OPmobility.

### Nomination au poste de PDG de Renault
Suite au départ de Luca de Meo de la direction générale de Renault, effectif le 15 juillet 2025, pour rejoindre le groupe de luxe Kering, le conseil d'administration de Renault privilégie un candidat interne pour lui succéder. Déjouant les pronostics, François Provost est choisi comme futur PDG, sa nomination étant officiellement validée le 30 juillet 2025 pour un mandat de quatre ans, prenant effet le 31 juillet 2025. Considéré comme un « pur produit maison » et proche collaborateur de Luca de Meo, il a été préféré à d'autres candidats internes tels que Denis Le Vot, patron de Dacia, et Fabrice Cambolive, ainsi qu'à des candidats externes comme Maxime Picat, ancien dirigeant de Stellantis. Cette décision est qualifiée de « surprise » par certains observateurs, Denis Le Vot étant initialement considéré comme favori.

### Une mission complexe à la tête de Renault
François Provost prend les rênes de Renault dans un contexte industriel sous haute tension, marqué par le virage vers l'électrification, la transformation industrielle avec de nouvelles usines et technologies, et une concurrence accrue, notamment chinoise. Les tensions géopolitiques et la volatilité des marchés mondiaux complexifient sa mission. Sa connaissance approfondie des marchés asiatiques et son expérience dans la gestion de partenariats internationaux sont des atouts majeurs pour relever ces défis. Discret, contrairement à son prédécesseur, il a géré des dossiers sensibles, comme celui de la Fonderie de Bretagne, avec un équilibre entre impératifs économiques et pressions sociales.